# Sarah Boone
Sarah Boone (Comté de Craven, 1832 - New Haven, 1904) est une inventrice américaine.

## Biographie

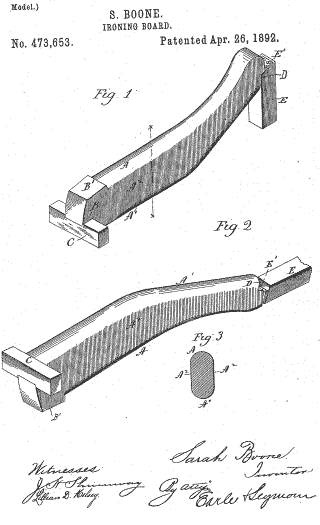
Le dessin du brevet de la table à repasser.

Le 16 février 1858, W. Vandenburg et J. Harvey brevètent un modèle de table à repasser. L'engin est relativement lourd et peu pratique. En 1887, Sarah Boone la perfectionne et le brevet est déposé le 30 décembre 1887 et accordé le 26 avril 1892 à New Haven, Connecticut. En faisant cela, elle devient la seconde femme afro-américaine à posséder un brevet après Judy W. Reed en 1884.